# Koula (obchtina)
Pour l’article homonyme, voir Koula.
La commune de Koula (en bulgare Община Кула - Obchtina Koula) est située dans le nord-ouest de la Bulgarie.

## Géographie
La commune de Koula est située dans le nord-ouest de la Bulgarie, à 210 km au nord-nord-ouest de la capitale Sofia.
Son chef lieu est la ville de Koula et elle fait partie de la région administrative de Vidin.
| 1975   | 1985   | 1992  | 2001  | 2005  | 2010  |
| ------ | ------ | ----- | ----- | ----- | ----- |
| 12 266 | 10 079 | 8 648 | 6 792 | 5 563 | 4 811 |

,
,

## Administration

### Structure administrative
La commune compte 9 localités :
- ville de Koula
- village de Golémanovo
- village de Izvor makhala
- village de Kosta Pértchévo
- village de Polétkovtsi
- village de Staropatitsa
- village de Tchitchil
- village de Topolovéts
- village de Tsar-Pétrovo

### Maires
- 1995 - 1999 Vanio Ivanov (Coalition préélectorale PSB - UAAS - CPE)
- 1999 - 2003 Péko Pékov (Liste d'union ODS-SDS - UNAB - UP)
- 2003 - 20.. Marko Pétrov (PSB)

## Galerie

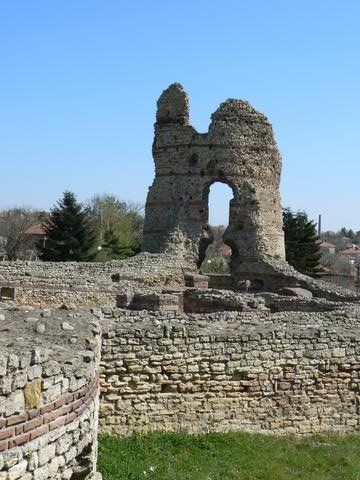
Restes de Castra Martis à Koula